# 아쿠아스케이프
아쿠아스케이프(Aquascape)는 Aqua(수중) + Landscape(풍경)의 합성어로, 그것을 제작하는 행위를 아쿠아스케이핑(Aquascaping)이라 한다.

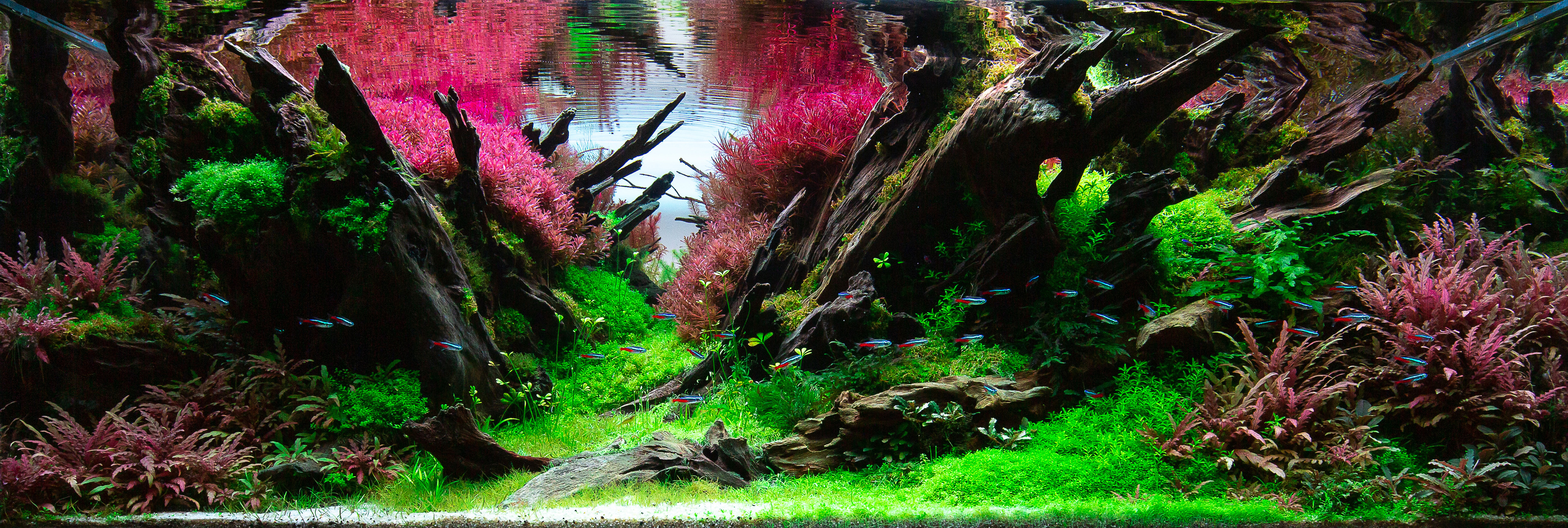
Positive nihilism-2, 2021 IIAC R.25, RFLAC R.14

사용되는 재료는 자연에서 목격되거나 취할 수 있는 것(유목, 수석)이 주로 사용되며 수중 자연 환경의 재현이 1차 목표이나 2000년 전후부터 심미적이며 예술적인 조형의 중요성이 대두되었다.
수중환경 재현의 기술적인 부분과 시각적 예술성을 동시에 충족하는 것을 아쿠아스케이프라 한다.

## 같이 보기
- 수족관 (설비)
- 테라리움